# Age gyoza
Age gyoza là một loại gyoza của Nhật Bản được chiên giòn. Món ăn bao gồm một lớp vỏ bọc với các loại nguyên liệu khác nhau như kim chi, tôm, nấm và thịt lợn, cùng những loại khác. Sau khi nhồi với nhau, gyoza được chiên trong dầu nóng cho đến khi giòn, sau đó được phục vụ nóng trong ống, vì vậy nên hết sức thận trọng khi ăn.
Age gyoza theo truyền thống được nhúng trong nước tương thường được phục vụ kèm.